# Junge Generation (SPÖ)
| Junge Generation (JG) | Junge Generation (JG)                                                         |
| --------------------- | ----------------------------------------------------------------------------- |
|                       |                                                                               |
| Vorsitzender          | Michael Kögl                                                                  |
| Bundessekretärin      | Gloria Seidl                                                                  |
| Gründung              | 22. Jänner 1958                                                               |
| Hauptsitz             | Löwelstraße 18, 1010 Wien                                                     |
| Ausrichtung           | Sozialdemokratie Antifaschismus Feminismus Internationalismus Pro-Europäismus |
| Mutterpartei          | Sozialdemokratische Partei Österreichs (SPÖ)                                  |
| Website               | jg.spoe.at                                                                    |

Die Junge Generation in der SPÖ (JG) ist eines der drei Referate (Bildung, Frauen, Junge Generation) der Sozialdemokratischen Partei Österreichs (SPÖ). Die JG ist die politische Interessensvertretung aller 18- bis 38-Jährigen in der SPÖ.

## Gründung & Geschichte
Nach den Nationalratswahlen 1956, bei denen die SPÖ insbesondere unter jungen Wählern schwache Ergebnisse erzielte, wurde am 22. Jänner 1958 die Junge Generation (JG) gegründet. Ziel war es, die Interessen junger Menschen stärker innerhalb der Partei zu vertreten und die Wahlergebnisse in dieser Altersgruppe zu verbessern. Die Gründung erfolgte auch vor dem Hintergrund zunehmender Spannungen mit der Sozialistischen Jugend Österreich (SJÖ), einer organisatorisch eigenständigen, parteinahen und häufig kritisch gegenüber der SPÖ auftretenden Vorfeldorganisation.
Ursprünglich als Brücke zwischen SJÖ und SPÖ gedacht, entwickelte sich die JG im Laufe der Zeit zu einer parteiinternen Jugendorganisation, die stärker an die Parteilinie gebunden ist. Auf dem Parteitag 1963 wurde die Arbeitsgemeinschaft Junge Generation als Referat in die SPÖ integriert.
Inhaltliche Schwerpunkte waren von Beginn an soziale Gerechtigkeit, Umverteilung, Mitbestimmung und das Thema Wohnen. In den 1960er Jahren wurde ein eigener Wohnbauverein gegründet, um junge Menschen beim Einstieg in ein selbstbestimmtes Leben zu unterstützen. Die JG setzt sich seither kontinuierlich für die Verbesserung der Lebensbedingungen junger Menschen und deren politische Vertretung innerhalb der SPÖ ein.
Heute ist die JG im Parteistatut der SPÖ definiert als: „Die „Junge Generation“ (JG) ist eine Arbeitsgemeinschaft, in der junge Menschen nach sozialdemokratischen Grundsätzen und in Zusammenarbeit mit den zuständigen Parteiorganisationen tätig werden“
Am 16. Oktober 1958 wurde erstmals der Vorstand, mit Bertl Rauscher als Vorsitzendem, gewählt. Nachdem 1962 die „Arbeitsrichtlinien der JG als Referat der Partei“ durch den Bundesparteivorstand beschlossen und ein neues Statut abgesegnet worden war, folgte gleich darauf die dementsprechende Umbildung des Vereins. 1963 richtete die JG schließlich ein Büro in den Räumlichkeiten der Wiener Stadthalle ein als Referat war ab diesem Zeitpunkt in der SPÖ verankert.
In den 1980er Jahren forderten die JG-Frauen eine stärkere Vertretung in den Gremien der Jugend Generation. Es folgten Diskussionen über eine mögliche Strukturreform, die diesen Aspekt berücksichtigt. Es wurde der Beschluss gefasst, dass in sämtlichen JG-Gremien zumindest 30 Prozent der Delegierten Frauen sein müssen. 1984 wurde Maria Berger die erste weibliche Bundesvorsitzende der JG. Ihr folgt Christian Cap im Jahr 1987 nach. Themen in diesen Jahren waren unter anderem der Bundespräsidentenwahlkampf, zu dem die JG eine Wandzeitung „Die Waldheim Wahrheit“ herausgab und für Kurt Steyrer kämpfte. Daneben waren die Forderungen nach einer Steuerreform, mehr Umweltschutzkompetenzen und eine Reform der Lehrlingsausbildung inhaltliche Schwerpunkte.
In den 1990er Jahren rückte das Thema „Integration und Zusammenleben“ stärker in den Vordergrund. Als 1993 Jörg Haider das Volksbegehren „Österreich zuerst“ thematisierte, trat die JG in Kooperation mit SOS-Mitmensch gegen dieses auf. Es wurden bundesweit diverse Materialien mit dem Slogan „Menschen in Not – Hilfe statt Haider – kein Volksbegehren gegen Menschenrechte“ produziert sowie eine eigene Hotline eingerichtet.
1996 verlor die JG das Bundessekretariat, bis dahin ihre wichtigste Struktur. Trotzdem schafft es die JG, ihr Projekt „Der Mensch ist keine Ware“ ins Leben zu rufen und in ganz Österreich „Arbeits-Lose“ zu verkaufen. Nach mehrjährigen intensiven Verhandlungen gelingt es 1998 wieder, ein eigenständiges Bundessekretariat zu etablieren. Neben der Kampagnenarbeit war die Junge Generation auch an der Neuerarbeitung des SPÖ Grundsatzprogramms im Jahr 2000 beteiligt.
Die Einführung der Studiengebühren 2002 kritisierte die JG vehement und schloss sich zahlreichen Protestmaßnahmen dagegen an. Im selben Jahr wurde eine Broschüre zum Thema nicht-ehelicher Lebensgemeinschaften gedruckt, die sich auch noch Jahre später großer Beliebtheit erfreute. Thematisch wurden in den Bereichen „Vereinbarkeit von Beruf und Familie“ sowie „Europäische Union“ Schwerpunkte gesetzt. 2005 steht ganz im Zeichen des Gedenkjahres „1945-2005“. Die JG produziert dazu in Zusammenarbeit mit der AK Wien eine Wanderausstellung.
Im November 2008 wurde das Jubiläum „50 Jahre JG“ gefeiert. Im gleichen Jahr wurde Tina Tauß zur Bundesvorsitzenden gewählt, sie hatte diese Funktion bis 2012 inne. 
Auf der Bundeskonferenz 2012 wurde Katharina Kucharowits zur Vorsitzenden der JG gewählt, die Funktion übte sie bis 2018 aus. Während dieser Zeit rückten die Themen „leistbares Wohnen“ und „Arbeitszeitverkürzung“ vermehrt in den Fokus der JG. Dazu wurde zwei parlamentarische BürgerInneninitiativen mit der Forderung nach einer generellen Arbeitszeitverkürzung gestartet. Kucharowits gelang in der Funktion als JG-Bundesvorsitzende 2013 auch der Einzug in den Nationalrat des Österreichischen Parlaments, nachdem sie auf Platz 5 der Bundesliste der SPÖ. In der Funktion der Bundesvorsitzenden folgte ihr 2018 Claudia O’Brien nach.
Seit 2022 ist der St. Pöltner Gemeinderat Michael Kögl Bundesvorsitzender der JG.

## Inhaltliche Schwerpunkte

### Wohnen
Die JG setzt sich dafür ein, dass besonders junge Menschen wieder zu mehr leistbaren Wohnraum kommen. Zentral dabei sind die Forderungen nach Investitionen in den geförderten Wohnbau, einem Universalmietrecht, einer Leerstands- und Zweitwohnsitzabgabe, oder auch das 5-mal-5-Modell. Dieses sieht vor, dass junge Erwachsene eine auf 5 Jahre befristete Wohnung um 5 Euro pro m2 zur Verfügung gestellt bekommen sollen. 

### Bildung
Zentraler Bestandteil zahlreicher Wahlkampagnen der JG war das Thema Bildung. Dabei setzt sich die JG ganz besonders für die ganztägige Gesamtschule aller 6- bis 14-Jährigen, den freien Hochschulzugang sowie einen Rechtsanspruch auf eine flächendeckende, ganzjährige und ganztägige Kinderbildung ab dem ersten Lebensjahr ein. 

### Frauen & Gleichstellungspolitik
Seit den 1980er Jahren, in denen Maria Berger zur ersten weiblichen Vorsitzenden gewählt wurde und eine Frauenquote von 30 % in allen Gremien verankert wurde, spielen die Themen Frauen- und Gleichstellungspolitik eine zentrale Rolle in der JG. Die Forderungen nach einer Ausfinanzierung von Gewaltschutzzentren, gleichem Lohn für gleiche Arbeit und dem vollen Selbstbestimmungsrecht waren Bestandteil mehrerer Kampagnen.

### Arbeit
Die JG tritt, so wie auch der SPÖ-Vorsitzende Andreas Babler, für eine allgemeine Arbeitszeitverkürzung ein. Konkret soll eine Reduktion der wöchentlichen Arbeitszeit auf 32 Stunden sukzessive realisiert werden, abhängig von den jeweils branchenspezifischen Voraussetzungen und im Einklang mit der Sozialpartnerschaft.

## Aufgaben
Die Aufgaben der JG sind ebenfalls im Statut der SPÖ geregelt und umfassen vor allem, junge Menschen mit Politik und dem sozialdemokratischen Gedankengut vertraut zu machen, deren Interessen (innerhalb und außerhalb der SPÖ) zu vertreten und ihnen die Möglichkeit zur aktiven Mitarbeit und Gestaltung zu geben.

## Struktur
Die Junge Generation ist in neun Bundesländergruppen unterteilt, welche sich wiederum in Bezirksarbeits- und Ortsarbeitsgemeinschaften gliedern. Den Vorsitz führt ein Bundesvorsitzender gemeinsam mit dem Bundesvorstand. Jede Landesorganisation hat einen eigenen Vorsitzenden (und Vorstand), ebenso die Bezirks- bzw. Ortsgruppen.

### Bundesvorstand
Der Bundesvorstand besteht derzeit aus 25 Personen aus allen Landesorganisationen. Alle 2 Jahre wählen die Delegierten bei der Bundeskonferenz, dem höchsten Gremium der JG, einen neuen Bundesvorstand und dessen Vorsitz.

### Bundesvorsitzende
- Hans Czettel (1958)
- Fritz Hofmann (1958)
- Bertl Rauscher (1958)
- Hans Czettel (1961–1963)
- Fritz Hofmann (1963–1967)
- Leopold Gratz (1967–1971)
- Karl Blecha (1971–1974)
- Albrecht K. Konecny (1974–1980)
- Fritz Edlinger (1980–1984)
- Maria Berger (1984–1988)
- Christian Cap (1988–1991)
- Hans Marcher (1991–1994)
- Franz Ramskogler (1994–1996)
- Erich Fenninger (1996–1997)
- Jörg Paller (1997–1998)
- Michael Grossmann (1998–2002)
- Jörg Leichtfried (2000–2002)
- Kerstin Suchan (2002–2003)
- Hannes Schwarz (2003–2004)
- Alexander Prischl (2004–2008)
- Tina Tauß (2008–2012)
- Katharina Kucharowits (2012–2018)
- Claudia O’Brien (2018[14]–2022[15])
- Michael Kögl (seit 2022[15][16])

### Bundesländerorganisationen und deren Vorsitzende
- Kärnten*:
  - seit 2025: Paul Kofler[17]
  - 2016-2025: Luca Burgstaller
- Niederösterreich: Valentin Mähner
- Oberösterreich:
  - seit 2024: Katharina Sperz
  - 2021–2024: Michael Mollner[18]
  - 2016–2021: Eva Maria Holzleitner[18]
- Salzburg*: Lena Wimmreuter
- Steiermark: Thorsten Wohleser, Carina Mayerhofer-Leitner
- Tirol: Gregor Salinger
- Vorarlberg: Elias Wehinger[19][20]
- Wien:
  - seit 2022: Alexander Ackerl[21]
  - 2018–2022: Katharina Weninger[21]

* In diesen Bundesländern sind die Sozialistische Jugend (SJ) und die Junge Generation (JG) zusammengelegt, somit formen sie in Kärnten die Sozialistische Junge Generation (SJG) und formen in Salzburg die Junge SozialistInnen (Jusos).

### Sekretariat
Ähnlich der Organisationsstruktur der SPÖ, gibt es auch in der JG Organisationssekretariate (1 Bundessekretariat, 8 Landessekretariate). Diese führen die Geschäfte der Bundes-JG bzw. der einzelnen Landesorganisationen. Seit 2021 ist Julian Krismer Bundessekretär der JG.

## Ehemalige bekannte JG-Mitglieder
Mehrere prominente Politiker haben eine JG-Vergangenheit, darunter sind:
- Maria Berger –  Ehemalige Justizministerin und ehemalige Bundesvorsitzende der JG
- Karl Blecha – Ehemaliger Innenminister sowie ehemaliger Präsident des Pensionistenverband Österreichs
- Michael Häupl – Ehemaliger Bürgermeister der Stadt Wien
- Harry Kopietz – Wiener Landtagspräsident und „Erfinder“ des Donauinselfestes
- Andrea Kuntzl – Abgeordnete z. Nationalrat und Spitzenkandidatin für Wien 2006
- Jörg Leichtfried – Ehemaliger Bundesminister für Verkehr, Innovation und Technologie[23]
- Gisela Wurm – Abgeordnete zum Nationalrat und ehemalige SPÖ-Landesfrauenvorsitzende in Tirol